# Liste der Naturdenkmale in Lorch (Rheingau)
Die Liste der Naturdenkmale in Lorch (Rheingau) nennt die auf dem Gebiet der Stadt Lorch im Rheingau-Taunus-Kreis gelegenen Naturdenkmale.

## Naturdenkmale
| Bild            | Bezeichnung       | Ortsteil, Lage                                                                   | Beschreibung                                                                   | Art                                              | Nr. |
| --------------- | ----------------- | -------------------------------------------------------------------------------- | ------------------------------------------------------------------------------ | ------------------------------------------------ | --- |
| Fotos hochladen | Platane           | Lorch, B42 an der Bahnunterführung zur Bleichstraße 50° 2′ 38″ N, 7° 47′ 55,9″ O |                                                                                | Platane (Platanus)                               | 9/1 |
| Fotos hochladen | Schnurbaum        | Lorch, Markt 4, Kirche 50° 2′ 37,8″ N, 7° 48′ 13,5″ O                            |                                                                                | Japanischer Schnurbaum (Styphnolobium japonicum) | 9/2 |
| Fotos hochladen | Biotop „Taubenau“ | Lorch 50° 3′ 27,8″ N, 7° 51′ 1,7″ O                                              |                                                                                | Biotop                                           | 9/6 |
| BW              | Dorflinde         | Lorch Espenschied, Kirchweg - Eichenweg 50° 6′ 44,8″ N, 7° 54′ 11,8″ O           | Die Dorflinde von 1670 wurde 1972 gefällt und durch eine Neupflanzung ersetzt. | Linde (Tilia)                                    | 9/5 |